# 曙町停留場
曙町停留場（日语：／ Akebonochō teiryūjō */?）是一個位於高知縣高知市曙町1丁目，屬於土佐電交通伊野線的電車站。

## 相鄰停留場
土佐電交通
伊野線
曙町東町－曙町－朝倉